# Dakota del Nord
Il Dakota del Nord (AFI: [daˈkɔta]; in inglese , [ˌnɔrθ dəˈkoʊtə]) (sigla = ND) in passato italianizzato come Dacota Settentrionale è il 39º Stato degli Stati Uniti. È stato ammesso all'unione il 2 novembre 1889. Fa parte della regione del Midwest degli Stati Uniti d'America, è situato lungo il confine con il Canada, a metà strada fra gli oceani Pacifico e Atlantico. Il Dakota del Nord si estende per 178 839 km² ed è il 19º Stato per estensione degli Stati Uniti, mentre per numero di abitanti è solamente 48°, con una popolazione pari a 641 481 unità secondo le stime del 2008.
Il Missouri scorre lungo la parte occidentale dello Stato e all'altezza della diga di Garrison forma il Lago Sakakawea. La regione occidentale è prevalentemente collinare e contiene giacimenti di lignite e petrolio. In quella orientale il Red River forma l'omonima Red River Valley, una valle fertile adatta per le attività agricole, queste ultime da sempre basilari per l'economia della regione.
La capitale dello Stato è Bismarck, mentre la città più popolosa è Fargo. Le principali aree universitarie sono quelle di Grand Forks e Fargo. L'United States Air Force opera in due basi, quelle di Minot e Grand Forks.

## Geografia fisica
Il Dakota del Nord è fatto rientrare nelle regioni degli Stati Uniti dell'Upper Midwest e delle Grandi Pianure, anche se talvolta quest'ultimo termine viene specificato come High Plains, ossia "pianure elevate". Lo Stato confina a est con il Minnesota, diviso dal corso del Red River del Nord; a sud si trova il Dakota del Sud; a ovest si estende il Montana mentre a nord si trovano le province canadesi del Saskatchewan e del Manitoba. La sua posizione è proprio al centro del Nordamerica e, a prova di questo, nella località di Rugby si trova un monumento che riporta la frase "Centro geografico del continente nordamericano". Con 178.839 km², il Dakota del Nord si classifica come 19º stato per superficie.
La parte occidentale dello Stato rientra nell'area delle Grandi Pianure, e ospita la parte settentrionale delle Badlands, regione ricca di calanchi, a ovest del fiume Missouri. Il punto più elevato del Dakota del Nord è il White Butte, alto 1.069 metri, il quale insieme con il Theodore Roosevelt National Park è situato proprio nelle Badlands. La regione è ricca di combustibili fossili inclusi petrolio e lignite. Il Missouri forma il Lago Sakakawea, il terzo più grande lago artificiale degli Stati Uniti, creato dopo la costruzione della diga di Garrison.
La regione centrale del Dakota del Nord è suddivisa fra la Drift Prairie e il Missouri Plateau, due pianure di origine prevalentemente glaciale. La zona è punteggiata da numerosi laghi, stagni e colline. Le Turtle Mountains sono situate nell'area al confine con il Manitoba. Il centro geografico del continente nordamericano è situato in prossimità del paese di Rugby.
La parte orientale dello Stato è occupata dalla pianura della Red River Valley, quello che resta del lago glaciale Agassiz. Il suo è un terreno assai fertile, irrigato dal corso ricco di meandri del Red River che scorre in direzione del Lago Winnipeg, il quale consente lo sviluppo di un florido settore agricolo. Anche il Devils Lake, il più esteso lago naturale dello Stato, è situato nella regione orientale.
Globalmente il Dakota del Nord è uno Stato assai pianeggiante, comunque sono presenti alcuni sistemi collinari e dei buttes nella regione più a ovest. La maggior parte della superficie è occupata dalla prateria (perlopiù insieme con i territori coltivabili); solo il 2% della superficie è occupata da foreste.

### Clima
Il Dakota del Nord vanta uno dei climi più sensibili all'escursione termica del pianeta, elemento caratteristico del clima continentale, con inverni rigidi ed estati torride: il record per quanto riguarda la temperatura minima è di -51,1 °C, mentre riguardo alla temperatura massima il primato è di 49 °C.
Gli eventi meteorologici più frequenti nella regione sono pioggia, neve, grandine, blizzard dovuti a fronti polari, tornado, temporali e folate di vento.
A seconda delle località le precipitazioni piovose annuali possono aggirarsi fra i 350 e i 550 mm. Il Dakota del Nord è per molti tratti semiarido; tuttavia le temperature generalmente basse e gli eventi nevosi preservano il clima da fenomeni di tipo xerico.
Le alluvioni primaverili sono un evento relativamente comune nella Red River Valley, a causa dell'aumento del flusso del fiume fino in Canada durante lo scioglimento dei ghiacci. Lo scioglimento dei ghiacci e le susseguenti alluvioni avvengono prima nella parte meridionale dello Stato, per poi risalire verso nord. L'alluvione più distruttiva della regione orientale del Dakota del Nord è stata quella del 1997.

## Origini del nome
Il nome dello Stato deriva dai Dakota, che popolavano la regione.

## Storia

### Fino all'Ottocento
Prima dell'arrivo delle popolazioni europee, i nativi americani abitavano questa regione già da migliaia di anni. Il primo europeo a raggiungere il territorio del Dakota del Nord fu il commerciante franco-canadese La Vérendrye, il quale si mise a capo di un gruppo di esplorazione fra i villaggi della tribù dei Mandan nel 1738. Gli accordi commerciali fra le diverse popolazioni erano tali che raramente le tribù del Dakota entravano in contatto con gli europei. Nonostante ciò i nativi erano sufficientemente in contatto fra loro da essere informati, appena giunti gli esploratori Lewis e Clark nel 1804, dell'interessamento per i loro territori da parte della Francia e della Spagna.
Gran parte dell'attuale Dakota del Nord era incluso nell'acquisto della Louisiana del 1803. I territori acquisiti vennero spartiti fra i Territori del Minnesota e del Nebraska. Solo il 2 marzo 1861 si decise la creazione del Territorio del Dakota, che comprendeva gli attuali Dakota del Nord e del Sud, oltre a piccole porzioni del Wyoming e del Montana. Il Territorio del Dakota fu sparsamente colonizzato fino al tardo Ottocento, quando l'arrivo delle ferrovie dette un impulso allo sviluppo della regione, in particolare riguardo all'acquisto di ampi latifondi. Un progetto di legge per conferire lo status di Stato federato a Dakota del Nord, Dakota del Sud, Montana, e Washington fu inserito nell'Enabling Act of 1889, il quale fu approvato il 22 febbraio 1889 durante l'amministrazione di Grover Cleveland. Si dovette aspettare però il successore di Cleveland, Benjamin Harrison, per ufficializzare l'atto di unione dei nuovi stati; Il Dakota del Nord e del Sud entrarono nell'Unione il 2 novembre 1889. La rivalità fra i due stati provocò un curioso dilemma, ossia quale dei due stati avrebbe dovuto essere incluso nell'Unione per primo. Harrison ordinò al Segretario di Stato James G. Blaine di mescolare le carte e di nascondergli quale dei due Stati fosse stato davvero scelto per primo. Comunque, poiché North Dakota precede in ordine alfabetico il South Dakota, la sua proclamazione venne annunciata prima dell'altra. Da quel giorno è diventato comune elencare i due Dakota in ordine alfabetico, perciò il Dakota del Nord è considerato come il 39º Stato. Si crede che nessuno abbia preso nota di quale dei due Dakota sia stato incluso per primo, cosicché non è possibile stabilire precisamente quale sia stato l'ordine di ingresso dei due Stati.

### Dal Novecento a oggi
La corruzione che contraddistingueva i primi governi territoriali e statali produsse un'onda di populismo che si espresse con la nascita della Non Partisan League (di solito abbreviata in "NPL"), la quale fece introdurre riforme sociali nei primi anni del Novecento.
Il NPL, che con il tempo venne assorbito all'interno del Partito Democratico, formulò un gran numero di leggi e di proposte di riforma sociale con la speranza di isolare il Dakota del Nord dalla pressante influenza delle banche e delle organizzazioni non-statali, alcune delle quali sono in vigore ancora oggi. Oltre al settore bancario, attraverso la Bank of North Dakota e quello agricolo con la North Dakota Mill and Elevator (entrambe ancora in attività), lo Stato deteneva anche la proprietà di una linea ferroviaria (successivamente venduta alla Soo Line Railroad). In aggiunta furono approvate altre leggi contro le società, in modo che fosse potenzialmente proibito a uno di questi enti o a una banca di possedere proprietà immobiliari adibite a coltivazioni. Queste leggi, che ancora esistono e che furono confermate anche dai sistemi giudiziari statale e federale, rendono quasi impossibile impedire il riscatto dell'ipoteca di una fattoria, anche dopo un pignoramento, cosicché il titolo di proprietà non possa passare a una banca o a una società di prestiti ipotecari. Per questo motivo ogni fattoria ancor oggi esistente nel Dakota del Nord è da considerarsi come una "fattoria di famiglia", family-owned farm. Come risulta da un'indagine della CBS News, lo Stato con la maggior percentuale di milionari è proprio il Dakota del Nord.
Una serie di progetti federali incominciati negli anni 1950 portarono alla costruzione della diga di Garrison, e delle basi militari della United States Air Force presso le città di Minot e di Grand Forks. Vi fu inoltre un aumento della ricerca di giacimenti di petrolio nel Dakota del Nord occidentale verso gli anni 1980, anche per merito del continuo aumento del costo del petrolio, il quale produsse un considerevole profitto per la regione. L'originale sede governativa dello Stato, il North Dakota State Capitol, rimase distrutta da un incendio il 28 dicembre 1930, e venne sostituita da un grattacielo in calcare decorato secondo lo stile art déco, il quale è ancora in uso.

## Società

### Evoluzione demografica

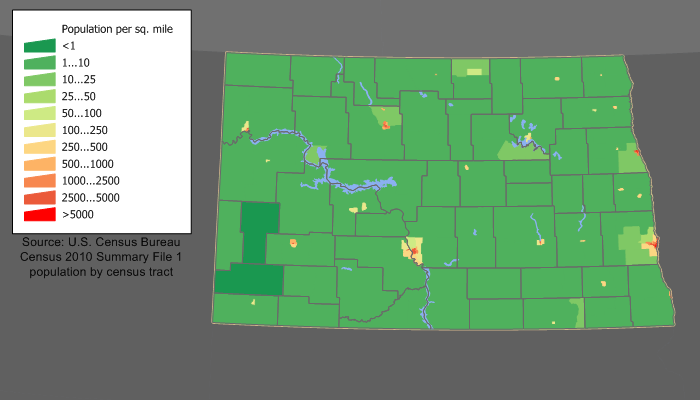
La densità di popolazione del Dakota del Nord.

Da meno di 3 000 abitanti nel 1870, la popolazione del Dakota del Nord crebbe fino ad arrivare ai 680 000 circa negli anni 1930. Da allora la popolazione non crebbe più, ma fluttuò lievemente nei successivi decenni, toccando il dato minimo con 617 761 abitanti rilevati nel censimento del 1970, mentre l'ultimo censimento datato 2000 riportava 642 200 residenti. Lo United States Census Bureau ha stimato al 1º luglio 2008 la popolazione del Dakota del Nord in 641 481 abitanti, dato che presenta un calo di 714 unità, equivalente allo 0,1% rispetto ai dati del 2000. Il dato include un incremento naturale della popolazione dall'ultimo rilevamento di 20 460 unità (pari a 67 788 nati meno 47 328 deceduti) ma anche un calo a causa della migrazione di 17 787 persone al di fuori dei confini statali. Per quanto riguarda l'immigrazione dal di fuori dei confini statunitensi, nel Dakota del Nord sono giunti 3 323 abitanti L'età e il rapporto numerico fra maschi e femmine rientrano approssimativamente nella media nazionale. Inoltre va riportata la consistente comunità di nativi americani, che seppur costituisca una minoranza, percentualmente è più presente che in molti degli altri stati federati.
Abitanti censiti

#### Emigrazione
A partire dagli anni 1990 il Dakota del Nord ha evidenziato un lento ma progressivo calo del numero di abitanti, in particolare nella fascia d'età che comprende i giovani e i neolaureati. Una di queste cause è la mancanza di posti di lavoro specializzati adatti alle potenzialità dei ragazzi usciti dalle università. Alcuni hanno più volte proposto l'espansione dei programmi di sviluppo economico per attirare manodopera qualificata nei settori più all'avanguardia del settore high-tech, tuttavia l'efficacia di tali programmi è ancor oggi oggetto di dibattito.
Essendo questo un problema comune a molti stati delle Grandi Pianure, politici federali come il senatore Byron Dorgan hanno presentato un disegno di legge definito The New Homestead Act of 2007 per incoraggiare le persone a trasferirsi nelle aree colpite dal calo demografico in cambio di alcuni incentivi come la parziale esenzione dalle tasse.

### Gruppi etnici e ascendenze
La maggior parte degli abitanti del Dakota del Nord hanno antenati provenienti dall'Europa settentrionale. Le cinque principali ascendenze sono le seguenti: tedeschi (46,6%) (298.779), norvegesi (30,4%) (194.886), irlandesi (8,3%) (52.925), francesi (4,8%) (30.571) e svedesi (4,5%) (29.098).
Per quanto riguarda invece la percentuale di coloro che parlano le lingue d'origine, il 2,47% della popolazione che ha almeno 5 anni in famiglia è solito parlare tedesco, l'1,37% parla spagnolo, lo 0,46% parla norvegese e infine lo 0,26% parla francese; i dati provengono dal censimento del 2000.
Nel 2005 la composizione etnica del Dakota del Nord era la seguente:
- 92,3% Bianchi (non ispanici);
- 5,3% Nativi americani;
- 1,6% Ispanici, categoria che include più gruppi etnici;
- 0,1% Asiatici/Oceanici;
- 0,1% Afroamericani (non ispanici);
- 0,1% Multietnici.

### Religione

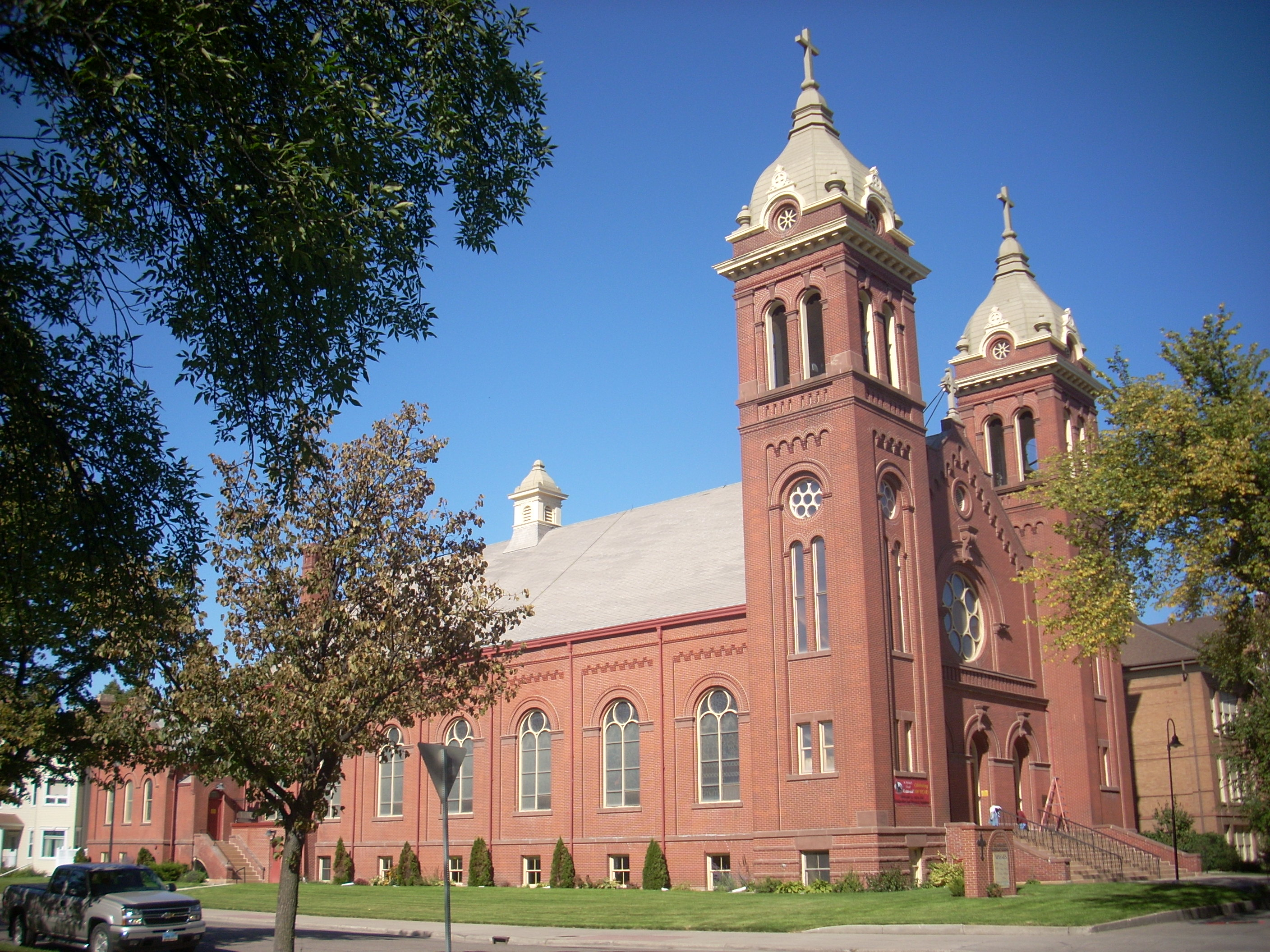
La chiesa cattolica di San Michele a Grand Forks, appartenente alla diocesi di Fargo.

Il Dakota del Nord ha la più bassa percentuale di non credenti di tutti i cinquanta stati, ed è inoltre il territorio con più chiese procapite.
Una ricerca condotta nel 2001 indica che il 35% della popolazione apparteneva alla chiesa luterana, mentre il 30% rientrava in quella cattolica. Altri gruppi religiosi rilevanti sono quelli dei Metodisti (7%), Battisti (6%), le Assemblee di Dio (3%) e i Testimoni di Geova (1%). Nel complessivo i credenti cristiani, sommati ad altri gruppi minori pari al 3% della popolazione, costituiscono l'86% del totale. Fra le religioni non-cristiane le più importanti sono il Giudaismo, l'Islam, il Buddismo e l'Induismo, che insieme toccano il 4%. Secondo la ricerca il 3% si è proclamato non-credente mentre il rimanente 7% non ha risposto alla domanda.
Le più importanti confessioni per numero di praticanti secondo un dato del 2000 erano la Chiesa cattolica con 179.349 seguaci; segue la Chiesa evangelica luterana con 174.554; molti meno invece seguono la Chiesa luterana - Sinodo Missouri, 23.720 adepti.
Per quanto riguarda la Chiesa cattolica, nel Dakota del Nord essa è con le diocesi di Fargo e di Bismarck, entrambe suffraganee dell'Arcidiocesi di Saint Paul e Minneapolis.

## Economia
L'agricoltura ricopre il ruolo di maggior attività economica dello Stato, sebbene siano importanti anche le attività legate all'estrazione del petrolio e le industrie alimentari. Nel 2005 l'economia del Dakota del Nord ha raggiunto un prodotto interno lordo pari a 24 miliardi di dollari. Invece il reddito procapite nel 2006 ammontava a $33.034, al 29º posto fra i cinquanta Stati. Il Dakota del Nord possiede inoltre l'unica banca controllata direttamente dallo Stato, la Bank of North Dakota, con sede a Bismarck, e l'impianto per la macinazione della farina, la North Dakota Mill and Elevator, situata a Grand Forks.

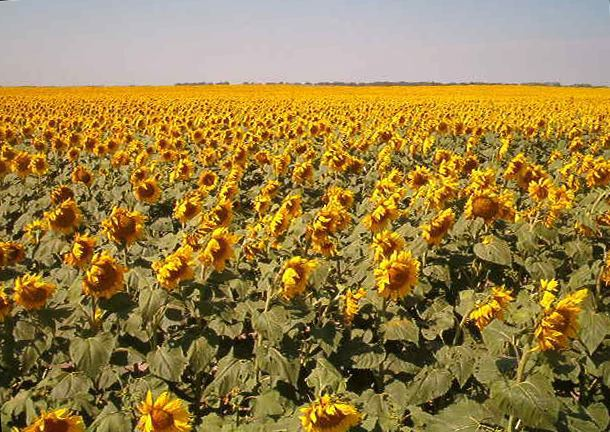
Girasoli nella Contea di Traill.

Al gennaio 2010 il tasso di disoccupazione era il più basso degli interi Stati Uniti, pari al 4,2%.

### Industria e commercio
Le attività economiche più antiche del Dakota del Nord sono state il commercio delle pellicce e l'agricoltura. Sebbene meno del 10% dei lavoratori sia impegnato nel settore agricolo, esso rimane ancora il settore più importante, al 24º posto nazionale per valore delle vendite. Lo Stato detiene il primato di produzione negli Stati Uniti di orzo, semi di girasole, grano duro e per l'allevamento in fattorie di tacchini.

### Turismo

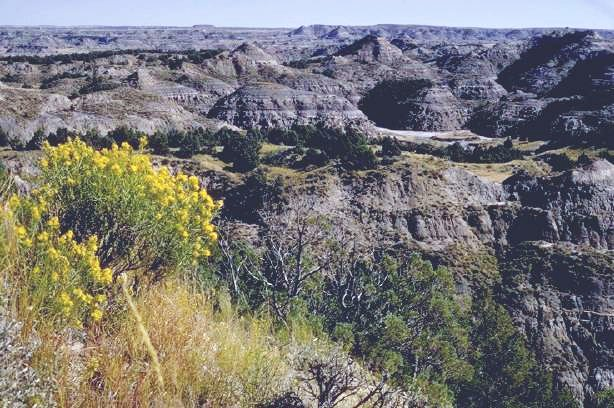
Parco Nazionale Theodore Roosevelt

Il Dakota del Nord è considerato lo Stato federato meno visitato dovuto in parte al fatto di non possedere attrazioni turistiche di rilievo. Una delle aree più visitate è quella del Parco nazionale Theodore Roosevelt, nella parte occidentale dello Stato. Il parco accoglie più di 475.000 visitatori ogni anno. Gli eventi che attraggono il maggior numero di turisti ogni anno sono il Norsk Høstfest di Minot, considerato il più grande festival scandinavo del Nord America, il Medora Musical e la North Dakota State Fair ("fiera statale del Dakota del Nord").

## Città
Le città più importanti sono la capitale Bismarck e Fargo, che è la città più popolata dello Stato.
Da una stima del 01-07-2006 le città che superano i 5.000 abitanti sono:
1. Fargo / West Fargo, 90.056 / 21.508
2. Bismarck, 58.533
3. Grand Forks, 50.372
4. Minot, 34.745
5. Dickinson, 15.636
6. Jamestown, 14.813
7. Williston, 12.303
8. Wahpeton, 7.907
9. Devils Lake, 6.718
10. Valley City, 6.388

## Istruzione

### College e università

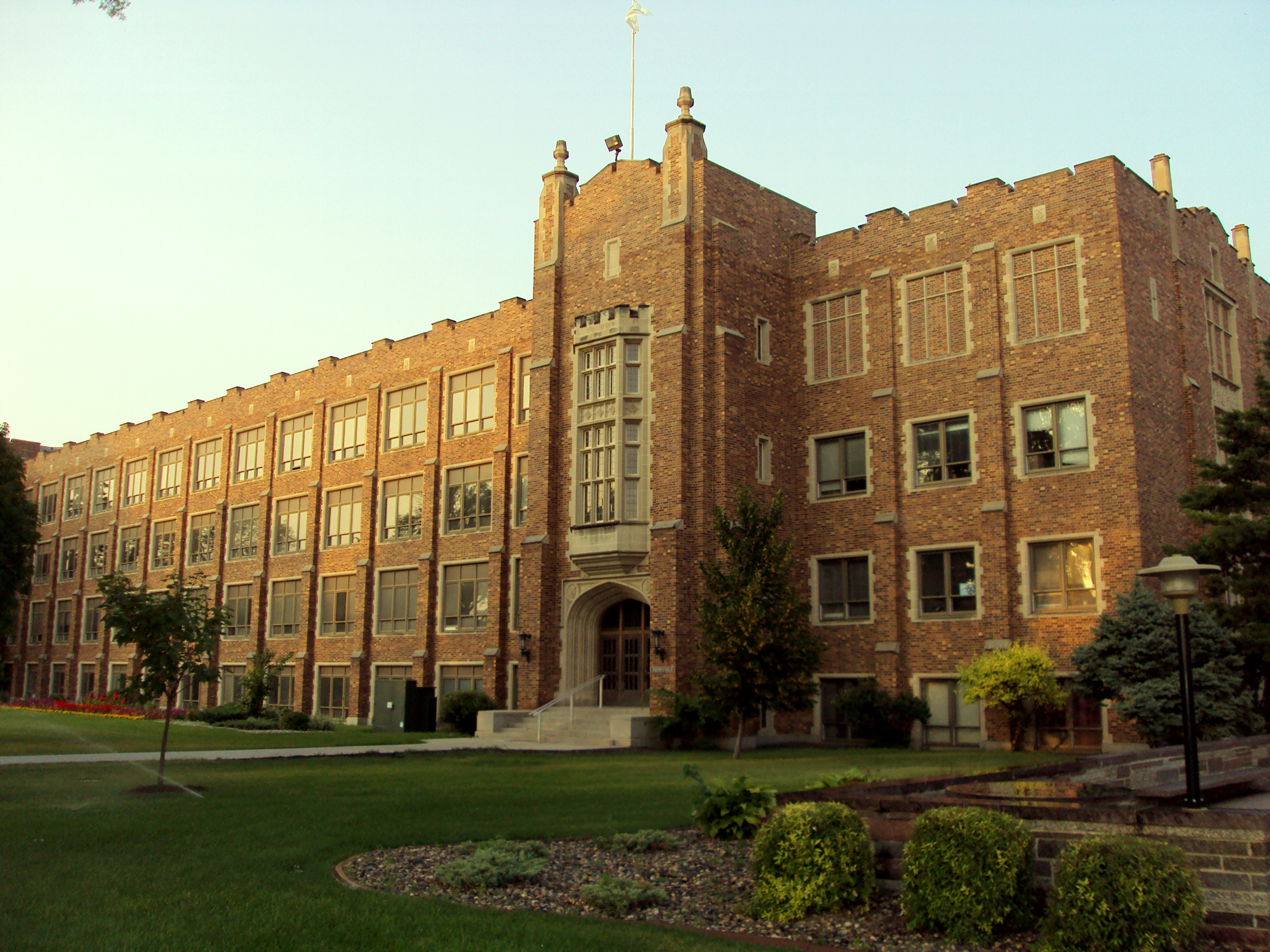
Merrifield Hall, University of North Dakota.

Lo Stato del Dakota del Nord conta 11 college pubblici e università, cinque community college tribali e quattro scuole private. Le due istituzioni più importanti sono la North Dakota State University e la University of North Dakota.
North Dakota University System (istituzioni pubbliche):
- Bismarck State College - Bismarck
- Dickinson State University - Dickinson
- Lake Region State College - Devils Lake
- Mayville State University - Mayville
- Minot State University - Minot
- Dakota College at Bottineau - Bottineau
- North Dakota State University - Fargo
- North Dakota State College of Science - Wahpeton e Fargo
- University of North Dakota - Grand Forks
- Valley City State University - Valley City
- Williston State College - Williston

Istituzioni universitarie tribali:
- Cankdeska Cikana Community College - Fort Totten
- Fort Berthold Community College - New Town
- Sitting Bull College - Fort Yates
- Turtle Mountain Community College - Belcourt
- United Tribes Technical College - Bismarck

Istituzioni private:
- Rasmussen College - Fargo e Bismarck
- Jamestown College - Jamestown
- University of Mary - Bismarck
- Trinity Bible College - Ellendale